# Курама (Бухар-Жирауський район)
Курама́ (каз. Құрама) — село у складі Бухар-Жирауського району Карагандинської області Казахстану. Входить до складу Акбельського сільського округу.
Населення — 150 осіб (2021; 177 у 2009, 316 у 1999, 369 у 1989).
Національний склад станом на 1989 рік:
- казахи — 100 %.

У радянські часи село називалось також Курома.